# 暁空丸
暁空丸（ぎょうくうまる）は、第二次世界大戦（大東亜戦争）中の日本の貨物船。前身は1941年（昭和16年）に香港のホンコン・アンド・ワンポア・ドック（en）でイギリス戦時運輸省向けに建造中だったエンパイア・ランタン（Empire Lantern）。日本軍によって鹵獲されて「暁空丸」として竣工、1944年（昭和19年）9月にアメリカ海軍潜水艦「スレッシャー」により黄海で撃沈されるまで使用された。疎開船「対馬丸」の同行船として知られる。

## 建造
本船は、イギリス戦時運輸省が発注したいわゆるエンパイア船の一隻で、不定期船仕様の戦時標準船として計画された。1941年に香港のホンコン・アンド・ワンポア・ドック有限責任会社（香港黄埔船塢有限公司、九龍造船所）で第850番船として起工され、予定船名「エンパイア・ランタン」として建造が進められた。同造船所は、同じ香港のタイクー・ドックヤード（太古船塢）と並んで、大戦中、イギリス本国外においてイギリス戦時運輸省発注のエンパイア船を建造したたった2つの造船所であった。
しかし、大東亜戦争開始直後の香港の戦いで香港が日本軍に占領された際、ホンコン・アンド・ワンポア・ドックで建造中の姉妹船3隻、タイクー・ドックヤードで建造中の1隻とともに日本陸軍により鹵獲された。ホンコン・アンド・ワンポア・ドックは「九龍造船所」として、タイクー・ドックヤードは「香港造船所」として日本陸軍の管理下に置かれ、1942年（昭和17年）4月1日には「九龍造船所」は経営委託先の大阪鉄工所へ、「香港造船所」は経営委託先の三井造船へそれぞれ引き渡された。「エンパイア・ランタン」は姉妹船の「エンパイア・ドラゴン」と共に建造が再開され、1942年12月に進水、1943年（昭和18年）8月頃に「暁空丸」として竣工した。船名に「暁」の頭文字が付くのは船舶司令部が直接管理した鹵獲船舶に共通する命名法である。「エンパイア・ドラゴン」も同様に日本軍の手で竣工し、「暁天丸」と命名されている。また、三井造船香港造船所では海軍からの要請で「エンパイア・ブロッサム」の建造を再開し、竣工に伴い「建武丸」と命名された「九龍造船所」で建造が再開されなかった2隻のうち、「エンパイア・ウォール」は進捗率80%の状態で放置され、竣工されないまま1950年に解体された。
「暁空丸」のトン数は6,854総トンである。主機は三連成レシプロエンジン1基を搭載した。自衛武装の詳細は不明であるが、竣工時には陸軍船舶砲兵が乗船して野砲を船首と船尾に1門ずつ装備、最終時には迫撃砲や爆雷などを装備している。

## 運用
竣工した「暁空丸」は陸軍省を船主とした。最初の航海はサイゴン行きで、ついで高雄港に寄港して砂糖を満載するとともに便乗者約100人を収容した。野間（2002年）によれば、1943年（昭和18年）9月に高雄港へ在泊中のところを日本陸軍により徴用され、軍隊輸送船として使用されることになった。陸軍輸送船となるにあたり、陸軍船番号965番が付与された。
高雄から馬公に移動して同地編成の臨B船団に加入し、9月20日、駆逐艦「朝顔」の護衛の下、門司へと出航した。しかし、21日夜から22日未明に基隆市沖でアメリカ潜水艦「トリガー」の襲撃を受け、給油艦「尻矢」とタンカー「昭洋丸」（日東鉱業汽船：7499総トン）、貨物船「あるぐん丸」（大阪商船：6661総トン）が次々と撃沈された。「暁空丸」も船首右舷に魚雷1発が命中して大破、沈没は免れたものの速力2ノットにまで低下した状態でタンカー「第一小倉丸」とともに基隆へと向かった。魚雷命中時の衝撃で自衛火砲を操作する船砲隊員が海に転落し、3名が行方不明となっている。高雄警備府は、特設捕獲網艇「若宮丸」・特設駆潜艇「鹽水丸」・第十四航空隊を出動させて人員救助と対潜攻撃に充てるとともに、特設運送船「慶洲丸」を「暁空丸」に向かわせ、特設駆潜艇「嘉南丸」の護衛で基隆まで曳航させようとした。「暁空丸」船砲隊員の回想によれば、本船は船首が沈下してスクリューが海面上にほとんど浮き上がった状態で航行を続け、9月22日夕刻に基隆に入港、同地で積み荷を降ろして修理のためドック入りした。この後、船団主力は航海を続けて25日に門司へ到着しており、野間（2002年）は「暁空丸」も同行したとしているが、『第一海上護衛隊戦時日誌』によると船団のうち3隻が分離して基隆止まりとなっている。
修理後、「暁空丸」は、再び軍事輸送に復帰し、1944年（昭和19年）6月末には沖縄方面への輸送任務に就いた。この頃、サイパンの戦いでの日本軍敗北によって、沖縄へのアメリカ軍侵攻が危惧されるようになり、日本軍は沖縄防備の強化と民間人の本土疎開に取り掛かっていた。沖縄への往路では大陸からの増援部隊や軍需物資を運び、帰路には本土疎開する民間人を乗せることがあった。例として以下のような行動が確認できる。
- 6月30日に釜山港で独立速射砲第3大隊などを乗船させ[16]、7月9日に鹿児島湾発のカナ912船団（輸送船12隻）へ加入、同月11日に那覇港へ到着[10]。
- 7月29日に門司でモ05船団（「対馬丸」「和浦丸」など輸送船7隻）に加入[10]、第24師団の野砲兵第42連隊などを乗せて8月1日門司発、同月5日に那覇へ到着[17]。
- モ05船団での輸送を終えた「暁空丸」は、「対馬丸」「和浦丸」とともに上海へ向い、第62師団主力（約8800人）が分乗。3隻は第609船団を編成して、樅型駆逐艦「蓮」「栂」と砲艦「宇治」の護衛により、8月19日に那覇へ到着[10]。

第609船団での任務を終えた「暁空丸」以下3隻は、ナモ103船団を編成し、沖縄本島から日本本土へ向かう疎開者約4400人を運ぶことになった。「暁空丸」は疎開者約1400人を収容した。船団は、往路からの「蓮」と「宇治」に護衛されて8月21日に出航。翌22日にアメリカ潜水艦「ボーフィン」の攻撃により「対馬丸」が撃沈されたが、「暁空丸」は被害拡大を避けるために遭難現場を離脱し、難を逃れた。「暁空丸」は24日に無事に長崎へ到着し、疎開者を下船させている。
「暁空丸」の最後の航海となったのは、翌9月の上海への兵員輸送であった。門司で支那派遣軍への補充要員中心の797人を収容した「暁空丸」は、「和浦丸」「赤城山丸」「江田島丸」と節船団を編成し、9月12日に第一号型駆潜特務艇の第99号・第168号駆潜特務艇の護衛で出航した。潜水艦の襲撃を警戒して水深の浅い朝鮮半島沿岸を伝う航路を採ったが、13日夜に「江田島丸」（日本郵船：6932総トン）がアメリカ潜水艦「サンフィッシュ」の雷撃で大破脱落（翌日に船体放棄）。「暁空丸」も舵が故障して船団から除外され、珍島へ寄港した。修理を終えた「暁空丸」は、18日に砲艦「宇治」など3隻に護衛されて航行を再開したが、同日、アメリカ潜水艦「スレッシャー」の雷撃を受け、黄海上の北緯35度02分 東経124度24分 / 北緯35.033度 東経124.400度地点で沈没した。船員91人・船砲隊136人を含む乗船者1024人のうち、輸送人員620人・船員39人・船砲隊23人の計682人が戦死した。